# Middleware (programação)
Middleware ou mediador é um software que funciona como intermediário entre dois programas, em geral um sistema operacional e as aplicações.
A função do middleware é mover informações entre as duas camadas de programas, eliminando as diferenças de protocolos de comunicação